# داینی
داینی (به فرانسوی: Daigny) یک کمون (فرانسه) در فرانسه است که در canton of Sedan-Est واقع شده‌است. داینی ۲٫۸۵ کیلومتر مربع مساحت دارد ۱۷۰ متر بالاتر از سطح دریا واقع شده‌است.